# Pedro Montealegre Latorre
Pedro Montealegre Latorre (Santiago de Xile, 1975 - 2015) fou un poeta xilè.
Després de cursar estudis secundaris en el Colegio Germania del Verbo Divino de Puerto Varas, el 1994 ingressà en l'Escola de Periodisme de la Universitat Austral de Xile. El 2001 es traslladà a València, i durant més de deu anys residí a Manises. En aquest temps cursà el doctorat en Llengua i Literatura Hispàniques en la Universitat Jaume I de Castelló, i al mateix temps s'integrà en la Unión de Escritores del País Valenciano, obtingué el premi César Simón del 2005 pel seu llibre La palabra rabia, i participà a València en activitats literàries al café El Dorado i a la llibreria Primado, on impartí un taller de poesia. Es relacionà amb grups de poetes de tendència anticapitalista, com els de l'autodenominada «poesia de la consciència», amb els quals participà en una de les seues trobades anuals a Huelva, recollida en l'antologia Voces del extremo. Poemes seus han estat inclosos també en diverses altres antologies, a Espanya i Amèrica. Tornà a Xile el 31 de desembre de 2013, i se suïcidà l'11 de gener de 2015, als 39 anys.

## Obres
- Santos subrogantes, Valdivia, Universidad Austral de Chile, 1999
- La palabra rabia, València, Denes, 2005
- El hijo de todos, Logronyo, Ed. del 4 de agosto, 2006
- Transversal, México, El Billar de Lucrecia, 2007
- Animal escaso, Las Palmas de Gran Canaria, Idea, 2010
- La pobre prosa humana, Madrid, Amargord, 2012